# Temnochila barbata
Temnochila barbata là một loài bọ cánh cứng trong họ Trogossitidae. Loài này được LeConte miêu tả khoa học năm 1863.